# Boyce Avenue
Boyce Avenue es una banda estadounidense originaria de Sarasota (Florida) que fue formada en 2004 por Alejandro y sus hermanos Daniel y Fabian Manzano. La banda fue llamada así gracias a una combinación de los nombres de dos calles en las que los hermanos vivieron cuando eran niños. El 9 de agosto de 2011, dejaron Universal Republic e iniciaron su propio sello independiente llamado 3 Peace Records. Boyce Avenue ha alcanzado popularidad subiendo videos de su música original y también versiones de canciones pop en Youtube, donde colaboró con otros reconocidos artistas del medio como lo son Hannah Trigwell, Kina Grannis, Tiffany Alvord, Megan Nicole, Alex Goot, Megan & Liz, David Choi, Tyler Ward, Savannah Outen, Cobus Potgieter y DeStorm Power así también como con los finalistas del show de TV The X Factor: Fifth Harmony, Bea Miller, Diamond White y Carly Rose Sonenclar.

## Giras
La primera gira de Boyce Avenue como cabeza de cartel fue en 2009. Hasta mayo de 2012, Boyce Avenue ha realizado 6 giras en Reino Unido e Irlanda, 6 giras en Europa, 4 giras en México, 3 giras en Canadá, 1 tour en Australia y además han realizado varios conciertos en el sureste de Asia. En agosto de 2010, Boyce Avenue tocó con Goo Goo Dolls y Switchfoot. En noviembre del 2011, la banda agotó las entradas en casi todos los conciertos en su gira europea, incluyendo el Shepherd Bush Empire en Londres, el teatro Olympia en Dublín (la segunda vez que el grupo tocaba aquí, con todas las entradas agotadas, en su carrera)y el Live Music Hall en Colonia, Alemania. En el pasado, como sus teloneros han actuado artistas como Ryan Cabrera, Seconhand Serenade, Tyler Hilton y otros tantos amigos del grupo de Youtube.
Louis Tomlinson miembro del grupo One Direction es un gran fan de Boyce Avenue y en enero del 2012, Boyce Avenue fue telonero de One Direction durante su gira "Up All Night Tour" en Reino Unido e Irlanda.
Boyce Avenue ha sido un ayudante de los Youtubers como Megan Nicole la princesa de las versiones en la canción Skyscaper de Demi Lovato.
En 2014 Boyce Avenue se embarcó en una de sus más grandes giras hasta la fecha, incluyendo conciertos en sitios como el Hammersmith Apollo en Londres, el Waterfront in Belfast, el Turbinenhalle Oberhausen, el Stadtpark en Hamburgo, y varias salas 02 Academy por el Reino Unidos (estas incluyen Leeds, Manchester y Newcastle entre otras) y dos conciertos en el Teatro Olympia en Dublín. Durante Junio, la banda tocará también el festival "Isle of Wight Festival" en Reino Unido, el "Parkpop Festival en Holanda y el "Rock am Ring and Rock im Park festivals" en Alemania. También visitaron por primera vez España, con dos conciertos colgando el cartel de Sold Out en Sala Joy de Madrid (15 de marzo de 2014) y Barcelona (16 de marzo de 2014).
En 2016 BoyceAvenue estuvo de gira mundial presentando su quinto disco de estudio "Roadless Traveled" con su tour "Be somebody world tour". Esta gira incluyó Europa, Australia, Asia, Estados Unidos, Canadá, Emiratos Árabes Unidos, Gran Bretaña e Irlanda.
En la gira por Estados Unidos y Canadá (septiembre y octubre de 2016) Llevaron a Leroy Sanchez de telonero.
A finales de 2017 hicieron otra gira mundial por Estados Unidos, Canadá, Reino Unido y Europa. 
En la gira por Estados Unidos y Canadá de 2017 (septiembre y octubre) contaron con Madilyn Bailey de telonera. 
En mayo-junio de 2018 la banda retoma su tour visitando Filipinas.

## Miembros
- Alejandro Manzano: cantante, guitarra rítmica y piano. (4 de octubre de 1986)
- Fabian Manzano: guitarra líder y coros. (1 de julio de 1984)
- Daniel Manzano: percusión, bajo y coros. (4 de octubre de 1980)

## Discografía

### Álbumes de estudio
| Título                 | Información                                                                                    | Posiciones |
| Título                 | Información                                                                                    | US Heat    |
| ---------------------- | ---------------------------------------------------------------------------------------------- | ---------- |
| All You’re Meant to Be | - Lanzamiento: 10 March 2009 - Discográfica: Universal - Formato: CD, digital download         | —          |
| All We Have Left       | - Lanzamiento: 15 June 2010 - Discográfica: Universal, 3 Peace - Formato: CD, digital download | 7          |
| Road Less Traveled     | - Lanzamiento 15 de abril de 2016 - Discográfica: 3 Peace - Formato: CD, digital download      | 15         |

Álbumes en directo
2013: Live in Los Angeles

### EPs
| Título    | Información                                                                          | Posiciones |
| Título    | Información                                                                          | US Heat    |
| --------- | ------------------------------------------------------------------------------------ | ---------- |
| No Limits | - Lanzamiento: 22 April 2014 - Discográfica: 3 Peace - Formato: CD, digital download | 14         |

## Colaboraciones
Boyce avenue ha hecho distintas colaboraciones con diferentes cantantes solista y grupales, pero últimamente sus mayores colaboraciones han sido con los grupos y cantantes salientes del programa The X Factor, los cuales han sido: Fifth Harmony, Jennel Garcia, Bea Miller, entre otros.